# La Madeleine (Abri)
Koordinaten: 44° 58′ 6″ N, 1° 1′ 51″ O
Der Abri La Madeleine, gelegen im Gebiet der französischen Gemeinde Tursac im Département Dordogne, ist eine bedeutende Fundstätte des Jungpaläolithikums. Sie bildet die Typlokalität für die Kulturepoche des Magdaléniens, welche nach ihr benannt wurde.

## Geographie, Geologie und Beschreibung des Abris
Der nach Süden ausgerichtete Abri befindet sich auf der rechten Talseite der Vézère flussabwärts von Tursac. Er liegt unterhalb einer 45 Meter hohen Felswand, die aus flachliegenden Kalken des Coniaciums aufgebaut ist. Etwa 200 m flussaufwärts und weiter oben im Felsen von La Madeleine folgen dann in einem zweiten Abriniveau eine Höhlensiedlung aus dem 8. Jahrhundert und darüber die Burg Petit Marzac. Unmittelbar flussaufwärts folgt die Vézère einer großen Mäanderschleife mit einem Radius von etwa 500 Metern und fließt dann in geringem Abstand zur Felswand (Prallhang) vorbei. Der Abri wurde durch Unterspülung vom Fluss ausgewaschen.
Der Abri La Madeleine ist zweifellos eine der größten prähistorischen Fundstätten des Périgords. Bisher wurden rund 50 Meter in seiner Längserstreckung und 10 bis 15 Meter in seiner Breite untersucht, insgesamt dürfte er aber mehr als einen Hektar an Grundfläche umfassen. Der Abri liegt etwa 5 Meter über dem heutigen Flussniveau. Etwas weiter stromabwärts schließt sich der Abri Villepin an, eine weitere Fundstätte des Jungpaläolithikums. Von Bedeutung für den ehemaligen Siedlungsplatz ist die Anwesenheit einer nahegelegenen Furt durch die Vézère.

## Forschungsgeschichte
Der Abri wurde 1863 von Édouard Lartet und Henry Christy im Zuge ihrer ersten archäologischen Erkundung im Périgord entdeckt. Sie führten daraufhin bis 1865 erste Grabungen durch. 1864 stießen sie auf ein Elfenbeinfragment, das aus einem Mammutstoßzahn stammte und von einer feingearbeiteten Gravur desselben Tieres ausgeschmückt wurde. Es folgten weitere Grabungsarbeiten um 1865 von E. Massénat und P. Girod. Die geborgenen Steinartefakte und Knochenfunde bewegten Gabriel de Mortillet 1872 dazu, die Kulturepoche des ausgehenden Jungpaläolithikums nach dem Abri als Magdalénien zu benennen.

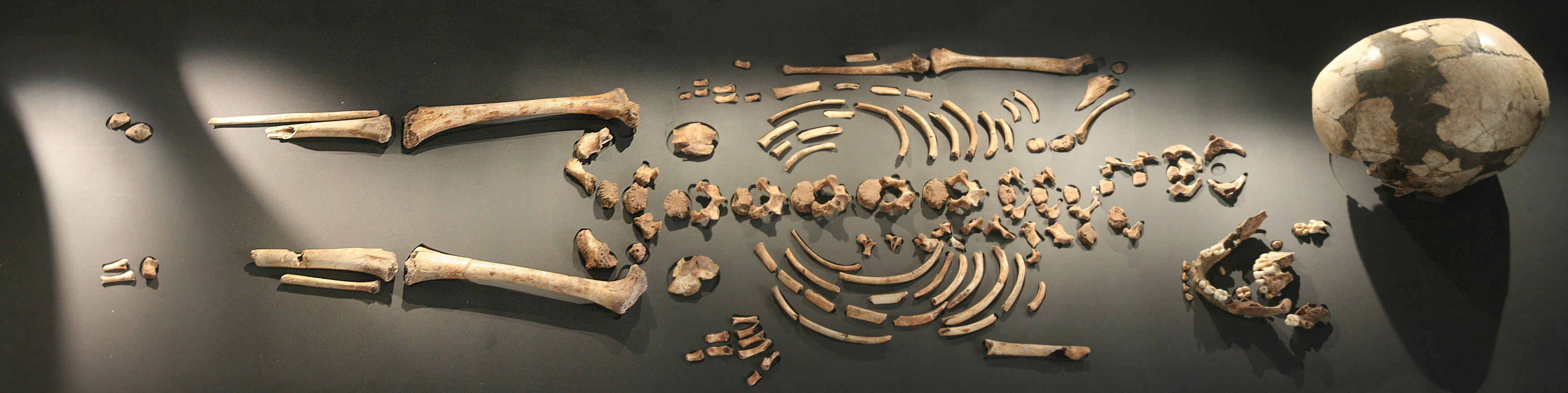
Der Kindesfund Peyronys

1901 fanden Grabungen von Laville statt, weitere von F. Rivière. Zwischen 1910 und 1913 erforschte Dénis Peyrony im Staatsauftrag den Abri sehr gründlich, dann erneut im Jahr 1926, wobei er in der untersten Lage die Grabstätte eines Kindes entdeckte.
Neuere Untersuchungen wurden von J. M. Bouvier (ab 1968, 1977 und 1986) und von F. Delpech (1983) unternommen. Bouvier präzisierte die stratigraphische Abfolge und nahm außerdem mehrere C14-Datierungen vor.

## Stratigraphie
Bereits in seiner Studie zwischen 1910 und 1913 konnte Peyrony die Ablagerungen im Abri in drei voneinander getrennte archäologische Niveaus unterteilen. Diese erhielten dann von Henri Breuil die Bezeichnungen Magdalénien IV, Magdalénien V und Magdalénien VI. Die älteren Stufen Magdalénien I, II und III werden hingegen von den Ablagerungen im Abri Placard in der Charente definiert.
Diese noch etwas grobe Unterteilung wurde später verfeinert, es werden jetzt 9 Schichten (B bis J) oder 18 Niveaus unterschieden (von jung nach alt):
- Magdalénien VI: Seine Mächtigkeit schwankt zwischen 0,50 und 1,00 Meter, enthält keine Überschwemmungslagen. Schichten B bis F, Niveaus 1 bis 7.
- Magdalénien V: Es führt Überschwemmungslagen. Schichten F bis I, Niveaus 8 bis 13.
- Magdalénien IV: Seine Mächtigkeit variiert zwischen 0,25 und 1,00 Meter, mit Überschwemmungslagen. Schicht J, Niveaus 14 bis 18.

## Funde

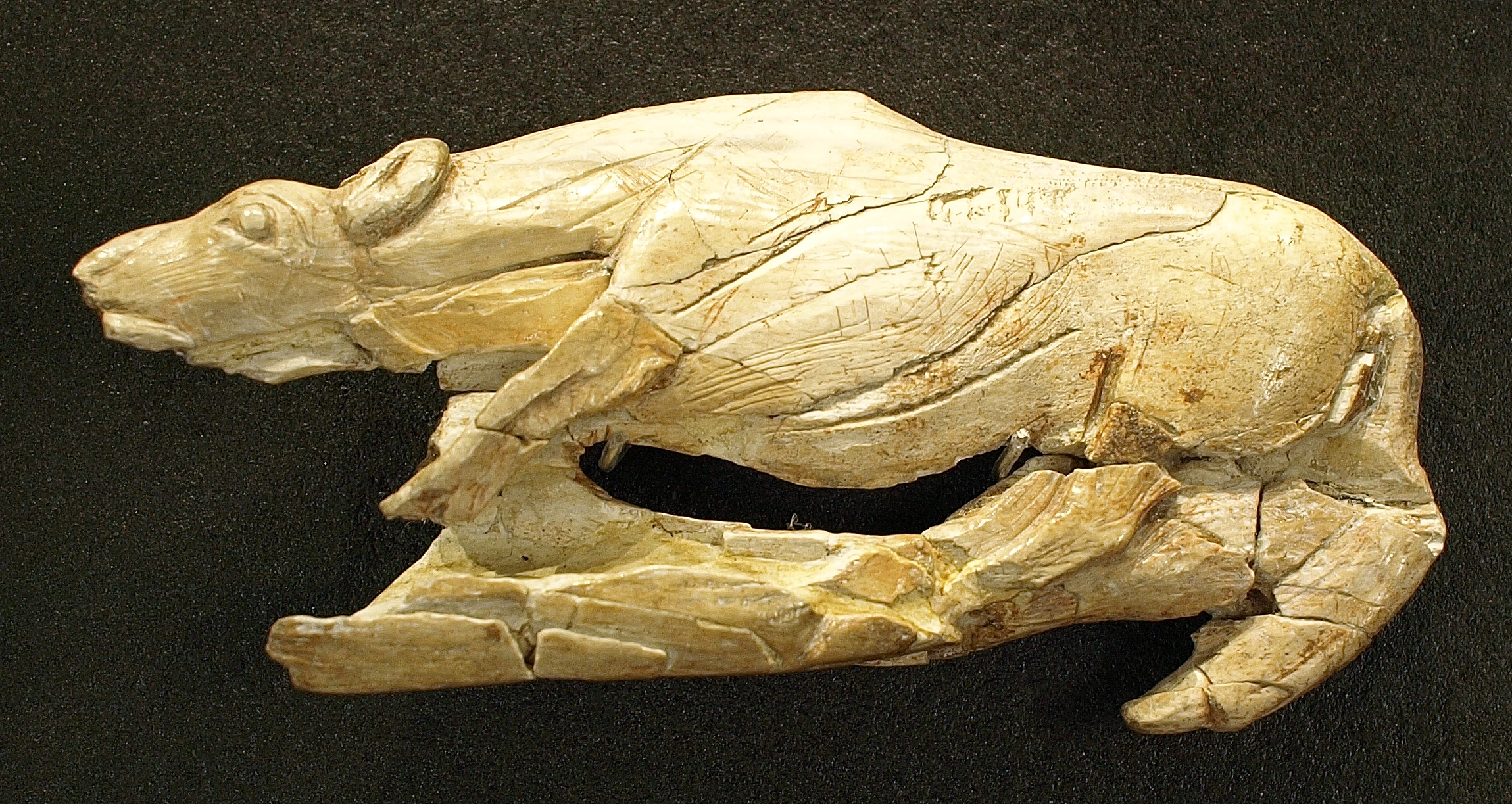
Teil einer Speerschleuder, Hyänene aus Rentiergeweih

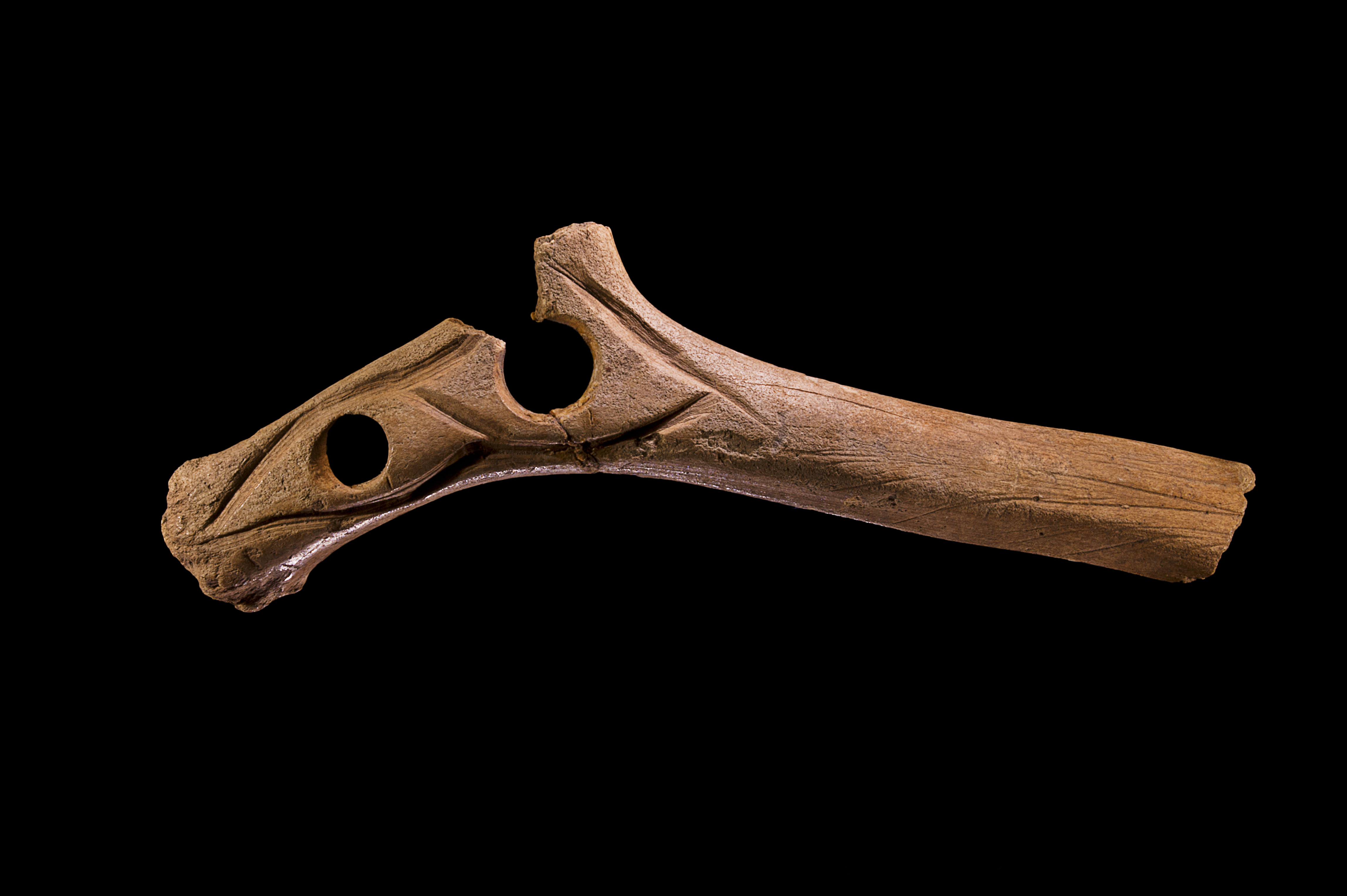
Lochstab, der einen Tierkopf darstellt (Länge 16,5 cm)

Neben dem bereits erwähnten Mammutfragment und dem Kindesfund stammen hunderte von Kunstwerken aus dem Abri von La Madeleine, von denen ein Großteil mittlerweile über die ganze Welt verstreut ist. Darunter so berühmte Kunstgegenstände wie Speerschleudern (mit Wisentkopf oder mit einer Hyäne), eine von Peyrony gefundene Kalkplatte mit einem vorzüglich gearbeiteten Rentierkopf, ein durchbohrter Ritualstab, durchbohrte Zähne für Schmuckketten, die Gravur eines maskierten männlichen Wesens und viele andere mehr.
Auffallend sind die vielen Knochenfunde, hauptsächlich von Rentieren und Wildpferden, aber auch Steinbock, Gämse, Ochse, Wisent und Reh kommen vor. Die damaligen Menschen ernährten sich demzufolge vorwiegend vom Ren (bis 87 % der Knochenfunde), gefolgt von Wildpferden (bis zu 36 %). Die Knochenfunde geben aber kein zuverlässiges Abbild der damaligen Fauna wider, da die jungpaläolithischen Jäger selektiv und saisonal bedingt jagten.
Es darf geschlussfolgert werden, dass der Abri eine Art zentraler Schlachtplatz war, an dem die in der näheren Umgebung erlegte Beute verarbeitet wurde.

## Alter
Absolute Datierungen mit der C 14-Methode, durchgeführt von Bouvier und Delpech, ergaben folgende Alter:
- Beginn des Magdalénien VI (Schicht F): 12.640 ± 260 Jahre BP
- Ende des Magdalénien V (Schicht G): 12750 ± 240 Jahre BP
- Beginn des Magdalénien V (Schicht I): 13070 ± 190 Jahre BP
- Ende des Magdalénien IV (Schicht J): 13440 ± 300 Jahre BP

Der Abri La Madeleine war folglich im Zeitraum 13.500 bis 12.500 Jahre BP bewohnt worden.
Steinartefakte aus dem Gravettien und dem Solutréen lassen auf eine schon wesentlich frühere Behausung des Abris schließen.
Ferner sind sehr sporadische Spuren aus dem Azilien vorhanden.

## UNESCO-Welterbe
Seit 1979 gehört der Abri La Madeleine im Verbund mit anderen bedeutenden Fundstätten des Vézère-Tals zum UNESCO-Welterbe.